# Максі Гомес
Максиміліа́но Го́мес Гонса́лес (ісп. Maximiliano Gómez González, нар. 14 серпня 1996, Пайсанду) — уругвайський футболіст, нападник турецького клубу «Трабзонспор». На умовах оренди грає в Ла-Лізі за «Кадіс».
Виступав, зокрема, за клуби «Дефенсор Спортінг», «Сельту» та «Валенсію», а також національну збірну Уругваю.

## Клубна кар'єра
Народився 14 серпня 1996 року в місті Пайсанду. Вихованець юнацьких команд футбольних клубів «Літораль» та «Дефенсор Спортінг».
У дорослому футболі дебютував 2015 року виступами за головну команду клубу «Дефенсор Спортінг», в якій провів два з половиною сезони, взявши участь у 47 матчах чемпіонату.  Більшість часу, проведеного у складі «Дефенсор Спортінга», був основним гравцем атакувальної ланки команди. У складі «Дефенсор Спортінга» був одним з головних бомбардирів команди, маючи середню результативність на рівні 0,6 голу за гру першості.
До складу клубу «Сельта Віго» приєднався 2017 року. За клуб з Віго зіграв 71 матч в національному чемпіонаті.
14 липня 2019 року Максі Гомес став футболістом «Валенсії», підписавши з валенсійцями 5-річний контракт.

## Виступи за збірну
10 листопада 2017 року дебютував в офіційних матчах у складі національної збірної Уругваю, вийшовши на заміну наприкінці товариської гри проти збірної Польщі.
| Дата       | Місто   | Господарі | Результат | Гості   | Турнір           | Голи | Примітки |
| ---------- | ------- | --------- | --------- | ------- | ---------------- | ---- | -------- |
| 10-11-2017 | Варшава | Польща    | 0 – 0     | Уругвай | товариський матч | -    | 74'      |
| 14-11-2017 | Відень  | Австрія   | 2 – 1     | Уругвай | товариський матч | -    | 75'      |
| 23-3-2018  | Наньнін | Уругвай   | 2 – 0     | Чехія   | товариський матч | -    | 79'      |
| 26-3-2018  | Наньнін | Уельс     | 0 – 1     | Уругвай | товариський матч | -    | 89'      |
| Усього     |         | Матчів    | 4         |         | Голів            | 0    |          |